# Neuching
Neuching è un comune tedesco di 2 361 abitanti, situato nel land della Baviera.